# قائمة أنواع الأمعائية
يوجد عدة أنواع من جنس الأمعائية: 
- أمعائية مرياحة (الاسم العلمي: Enterobacter aerogenes)
- أمعائية نهرية (الاسم العلمي: Enterobacter amnigenus)
- أمعائية أسبورية (الاسم العلمي: Enterobacter asburiae)
- أمعائية مسرطنة (الاسم العلمي: Enterobacter cancerogenus)
- أمعائية مذرقية (الاسم العلمي: Enterobacter cloacae)
- أمعائية كوانية (الاسم العلمي: Enterobacter cowanii)
- أمعائية غريغوفية (الاسم العلمي: Enterobacter gergoviae)
- أمعائية سويسرية (الاسم العلمي: Enterobacter helveticus)
- أمعائية هورماشية (الاسم العلمي: Enterobacter hormaechei)
- أمعائية كوبية (الاسم العلمي: Enterobacter kobei)
- أمعائية لدويجية (الاسم العلمي: Enterobacter ludwigii)
- أمعائية ضغطية (الاسم العلمي: Enterobacter nimipressuralis)
- أمعائية غبارية (الاسم العلمي: Enterobacter pulveris)
- أمعائية إجاصية (الاسم العلمي: Enterobacter pyrinus)
- أمعائية مجذرة (الاسم العلمي: Enterobacter radicincitans)
- أمعائية زوريخية (الاسم العلمي: Enterobacter turicensis)